# مارتلزهم
مارتلزهم (به انگلیسی: Martlesham) یک روستا و محله مدنی در بریتانیا است که در Suffolk Coastal واقع شده‌است. مارتلزهم ۵٬۴۷۸ نفر جمعیت دارد.